# IRCnet
IRCnet – druga pod względem wielkości sieć IRC. Obecnie liczba użytkowników szacowana jest na około 24 000.

## Historia
IRCnet wytworzył się jako europejski odłam EFnetu po sporach zapoczątkowanych w lipcu 1996 roku. Związane to było z nieścisłościami przy określaniu władzy administratorów. Prawa i ograniczenia nowo powstałej sieci prezentowały zupełnie inny punkt widzenia niż wiele podobnych do EFnetu sieci.

## Serwery IRCnetu
Polskie serwery:
- poznan.irc.pl (IPv4)

Serwery lublin.irc.pl, wroclaw.irc.pl i open.pl.ircnet.net zostały wyłączone do odwołania, a krakow.irc.pl, krakow6.irc.pl i warszawa.irc.pl na stałe.